# 수신 제한 시스템

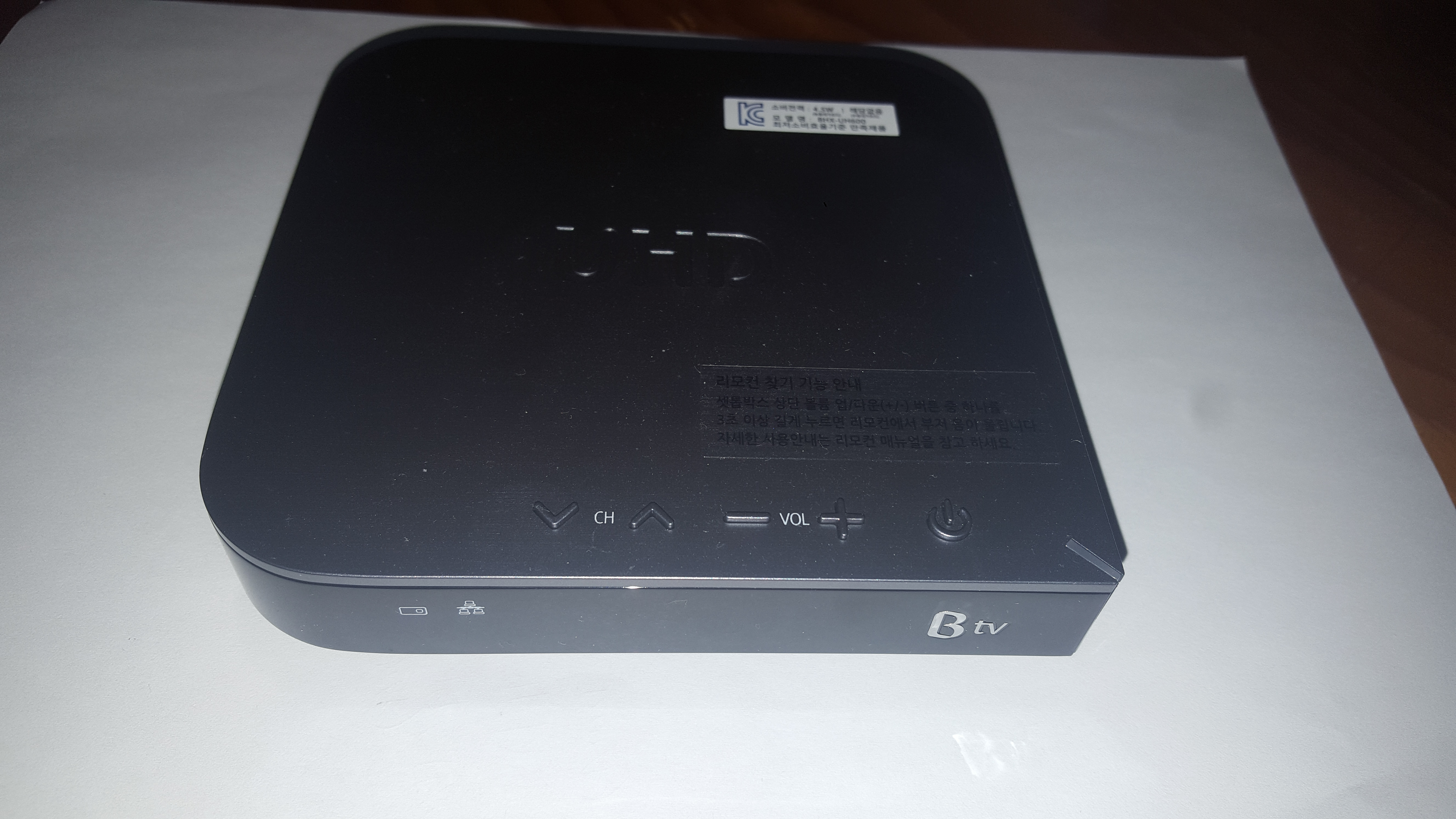
I-CAS 시스템이 적용된 SK브로드밴드의 UHD HDR IPTV 셋톱박스

수신 제한 시스템(Conditional Access System)은 케이블 및 위성, IPTV 서비스 등 유료 방송에 가입한 뒤 가입자가 계약한 방송 상품과 요금 체계에 따라 채널 단위로 시청료를 지불하는 가입자에게 특정 방송 채널을 시청할 수 있는 권한을 부여 받아 스크램블(암호화) 신호로 해독하여, 접근 제어하는 가입자용 암호화 보안 시스템이다.

## 개요
수신 제한 시스템은 유료 방송의 핵심 수단인 접근 제한 시스템으로, 케이블 및 위성, IPTV 서비스 등 유료 방송을 시청할 수 있는 권한을 부여하는 스크램블(암호화) 보안 시스템이다. 방송 콘텐츠에 스크램블(암호화) 신호를 걸어 케이블 및 위성, IPTV 등 네트워크 신호를 통해서 수신자 쪽으로 보내면 받는 측인 가입자의 수신 장치에 암호를 해독하는 복호키를 전송하여 시청 권한을 부여 받는 유료 채널 서비스를 가능케 하는 기술로, VOD 서비스 및 페이퍼 뷰(개별 프로그램 편당 구매 서비스), 스마트 앱 등 양방향 서비스를 구현하는 기능도 제공할 뿐만 아니라, 비 가입자의 불법 도시청 방지 효과는 물론, 성인 프로그램의 청소년 시청을 제한하는 성인 인증 보안 시스템을 전제로 하기 때문에, 성인 프로그램의 청소년 시청을 제한하는 보호 장치 역할을 하는 획기적인 보안 시스템이다. 예를 들어 캐치온 등 프리미엄 유료 채널 서비스를 신청하지 않은 KT스카이라이프의 위성방송 가입자가 캐치온 등의 프리미엄 유료 채널 서비스로 들어가면 미성년자의 수신 제한을 위한 보안 시스템이 작동되어, 검은 화면만 보이게 되는데, 이는 가입자의 셋톱박스 암호 해독 시스템이 가입자용 스마트 IC 카드에 기록된 정보가 캐치온(프리미엄 유료 채널 서비스)을 보기에 부적합하다고 판단했기 때문이다.
특정 방송 채널을 시청하기 원하는 IPTV 서비스 가입자가 방송 서비스에 가입, 셋톱박스를 설치하면 가입자의 거주 지역, 가입 서비스의 유형 및 부가 서비스, 스마트 IC카드 정보 등이 사업자의 고객 관리 시스템에 저장된다. 사업자는 이 정보를 서비스 이용 명령어로 변환해 각자가 보유한 방송망으로 송출한다. 이 때 각 방송 채널별 식별 정보(ID), 방송 시간, 시청 등급, 서비스 가격, 부가 서비스의 유형, 시청 권한 등 서비스 정보도 함께 송출한다.
수신 제한 시스템은 방송 사업자의 가입자 인증 시스템 및 셋톱박스의 암호 해독 시스템, 가입자의 암호화 정보를 안전하게 저장하고 효율적으로 관리하기 위해 플라스틱 규격의 스마트 IC 카드와 가입자 모듈(POD) 시스템을 사용하는데, 호환성 및 다른 서비스와의 연동, 안전성, 유연성, 투자 비용 면에서 여러 가지 취약점을 가지고 있다.
DRM 시스템을 기반으로 하는 소프트웨어 방식의 수신 제한 시스템(D-CAS/I-CAS)은 케이블 및 위성 등 기존의 고정형 플라스틱 스마트 IC 카드를 삽입하는 하드웨어 방식과는 달리, 한층 더 업그레이드 된 형태로, 그 동안 수입에만 의존해 왔던 가입자용 스마트 IC 카드 구매 비용이나 하드웨어의 발열에 따른 고장을 줄이는 등 효율적인 가입자 관리를 위해 IPTV 서비스에 널리 쓰이는 소프트웨어 방식으로 진보한 임베디드(내장형) 시스템(IPTV Interchageable CAS)으로, 소프트웨어 방식으로 캐치온 등 기본료 외에 가입자의 선택에 따라 채널 단위로 별개의 시청료를 지불하는 유료 채널 서비스 수신을 제한하여 네트워크 신호로 해독하는 방식으로, 유료 채널 서비스 단위로 구매 인증된 가입자에게 시청 권한을 부여받는 소프트웨어 방식으로, 가입자가 셋톱박스의 전원을 키면 자동으로 네트워크 서버에 접속되어 수신 제한 소프트웨어가 다운로드 되어, OTT 등 멀티미디어 서비스를 이용할 수 있다.

## 수신 제한 시스템의 목적과 기능
- CAS의 목적 : 자원(프로그램 및 데이터)과 가입자 보호를 위한 필수 조건
- CAS의 기능 : 프로그램 및 데이터는 스크램블링되고 통신 링크상에서 보호 및 인증(Authentication)을 위한 가입자 신분 확인 기능과 접근 제어(Access Control) 기능
- 자원의 보호 메커니즘 : 스크램블링/디스크램블링
- 가입자 보호 메커니즘 : 인가된 가입자들에게 해당 시청 권한을 부여받는 가입자 인증 시스템(Subscriber Authorization System)
- 자격(Entitlement) : 프로그램 및 데이터의 스크램블링에 필요한 관련 키와 수신자의 시청 권한 부여

## 수신 제한 시스템을 이용한 수신 제한 유형
- 가입자별 수신 제한 : 특정 가입자의 선택에 한해 채널 단위별로 별개의 시청료를 지불하는 특정 유료 채널(캐치온) 서비스와 프로그램의 수신을 제한하는 것.
- 지역별 수신 제한 : 특정 지역에 한해 특정 채널(지상파 재송신을 위한 지역 단위 네트워크 계열국) 또는 프로그램에 대한 방송 수신을 제한하는 것.
- 상품 패키지 구성 및 양방향 서비스 : VOD(주문형 비디오 서비스), PPV(개별 프로그램 편당 구매 콘텐츠 서비스), PPS, PPM, PPP, 스마트 앱(KT 지니TV 키즈랜드, SK BTV ZEM 키즈, LG U+ 아이들나라) 등 양방향 서비스가 이루어지는 필수 조건.

## 수신 제한 시스템의 종류
- 시청 두절 : 국가별, 지역별 코드를 스크램블(암호화) 신호로 부여 받아 제공 가능지역 이외엔 시청이 불가능하게 하는 방식.
- VOD 서비스 : 실시간 방송 채널과 달리, 이용자가 필요로 하는 콘텐츠를 특정 시간대에 시청할 수 있는 주문형 비디오 서비스.
- PPV 서비스 : 개별 프로그램 편당 단위별 구매 콘텐츠 서비스(페이퍼 뷰 콘텐츠)로, 본인이 시청을 원하는 특정 프로그램을 해당 시간에 프로그램을 시청하는 서비스.
- PPS 서비스 : 개별 시리즈 단위별 구매 콘텐츠 서비스로, 가입자가 시리즈 단위로 이용하는 상품으로 시리즈당 요금을 지불하는 서비스.
- PPM 서비스 : 월 정액 구매 단위별 콘텐츠 서비스로, 가입자가 콘텐츠를 월 정액 단위로 구매하여 이용하는 서비스.
- PPP 서비스 : 묶음 구매 단위별 콘텐츠 서비스로, 가입자가 콘텐츠를 묶음형으로 구매하여 이용하는 서비스.
- 패키지 서비스 : 1개 이상의 유료 채널 서비스 및 유료 VOD, OTT 서비스 등을 결합하여 묶음으로 이용하는 서비스.
- 청소년 보호 장치 : 비밀 번호를 설정하여 성인 프로그램의 청소년 시청 제한 및 방송법 기준상 각 연령별 등급에 대한 시청 제한 설정시 해당 연령별 제한 프로그램을 볼 수 없도록 하는 기능(단, 캐치온 등 일부 프리미엄 유료 성인 채널 서비스의 경우, 수신 장치에 미성년자의 수신을 제한하는 성인 인증 보안 시스템이 작동됨).

## 주요 실적
- CAS 방식(플라스틱 스마트 IC 카드 삽입형 하드웨어 방식 - 영국 NDS, 미국 내그라비전) : CMB/LG헬로비전/남인천방송/푸른방송/금강방송/KT스카이라이프/KT(OTS STB)
- I-CAS 방식(IPTV interchageable CAS 방식) : KT/LG유플러스/SK브로드밴드(통신 3사 IPTV 서비스 사업자)

## 같이 보기
- 접근 제어
- Digicipher 2
- 디지털 권리 관리
- 스마트카드